# Vaverön
Vaverön är ett naturreservat som omfattar ön med samma namn i Siljan i Leksands kommun i Dalarnas län.
Området är naturskyddat sedan 2004 och är 21 hektar stort. Reservatet består av tallskog och enstaka granar och lövträd.

## Bilder

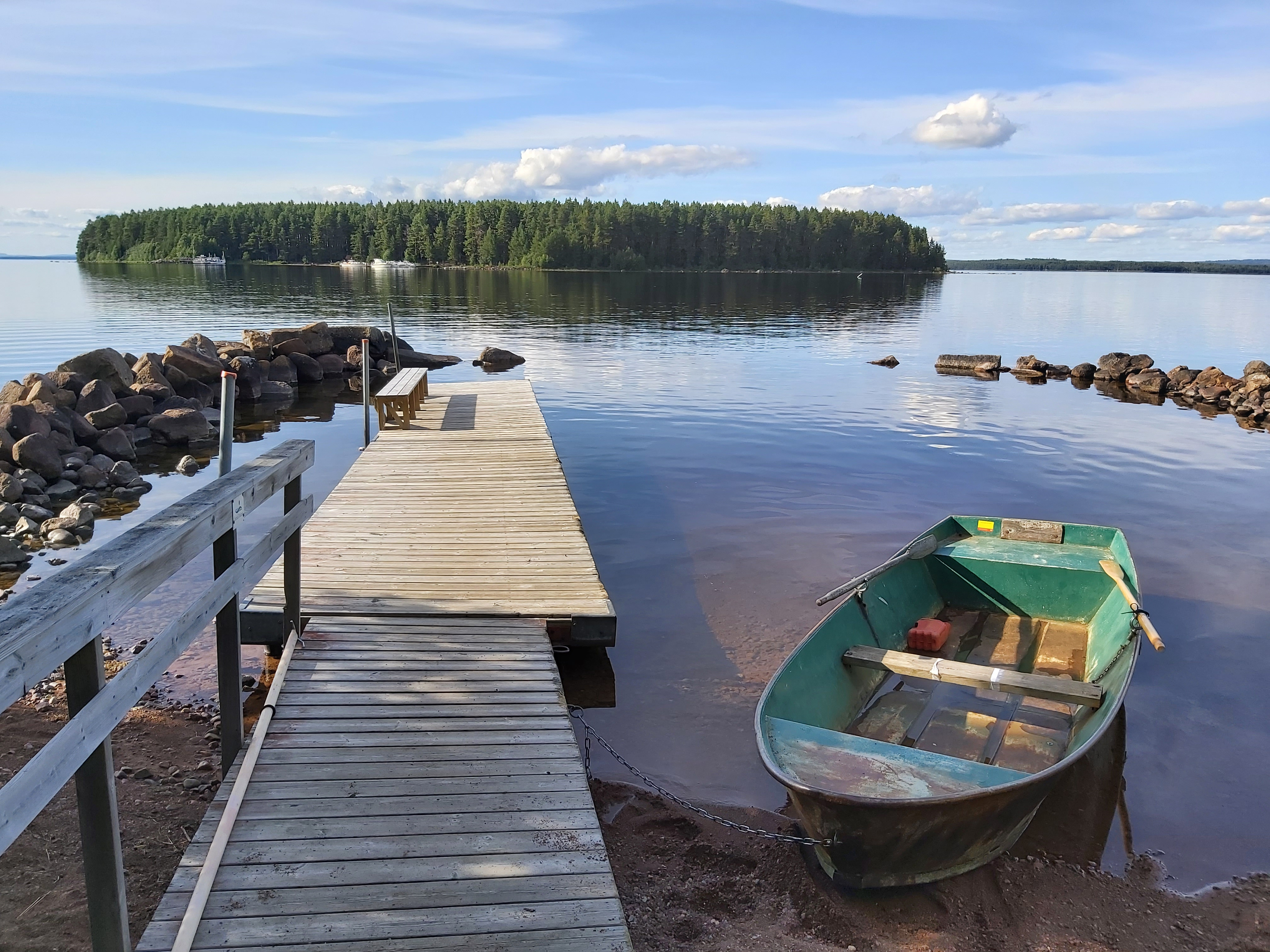
Båthamnen på fastlandet.
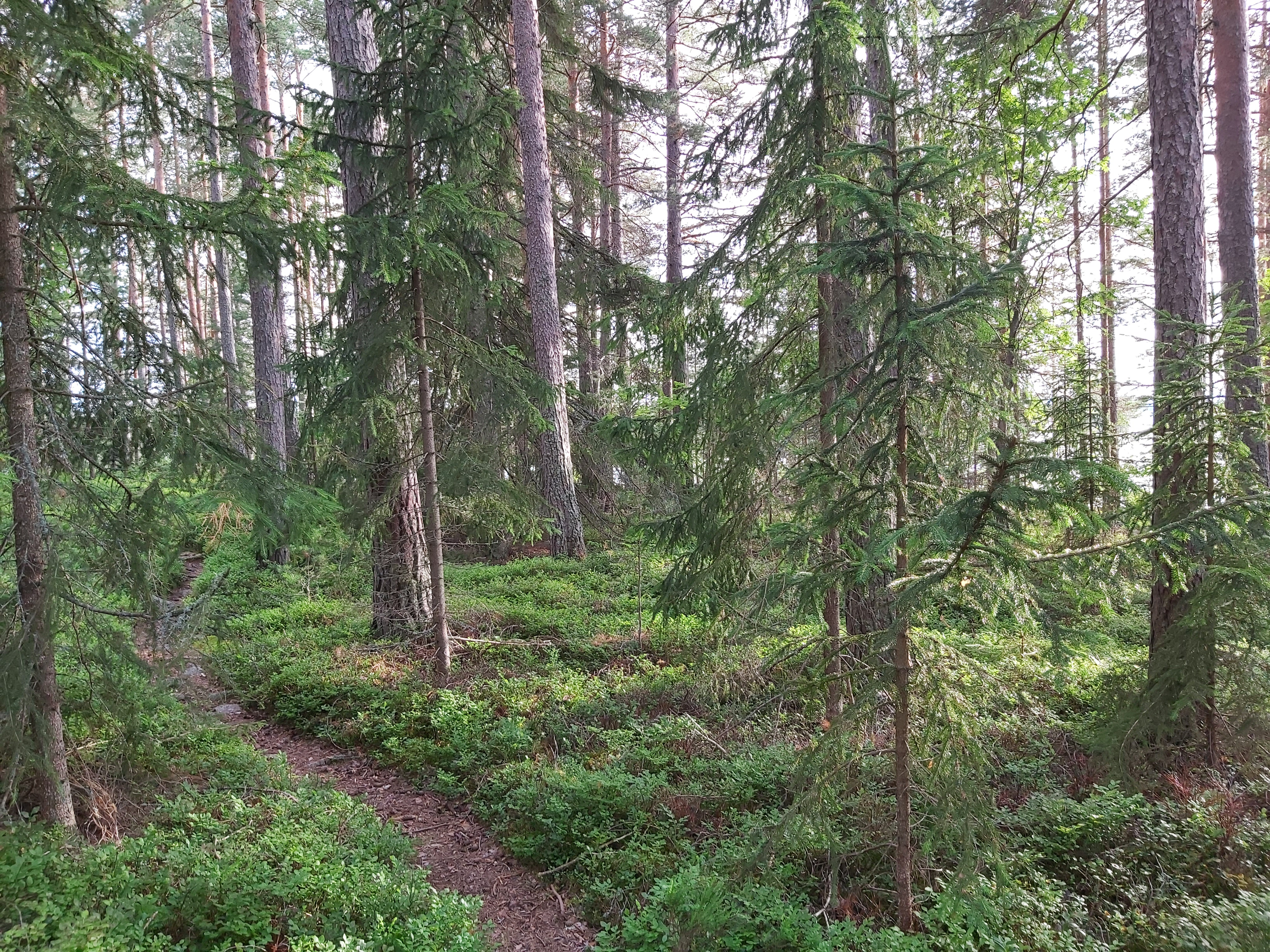
Skogen.
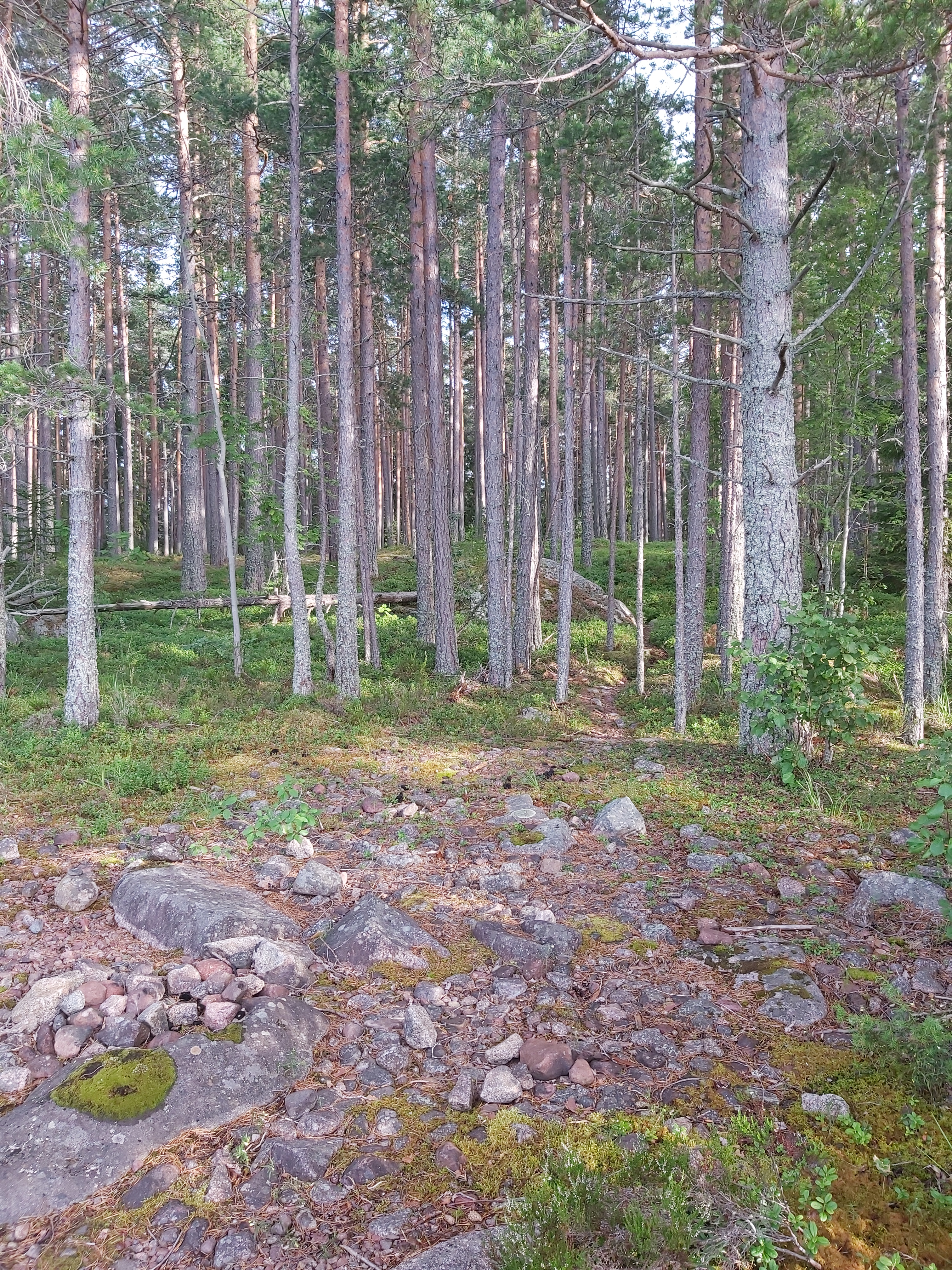
Stenar och skogen.
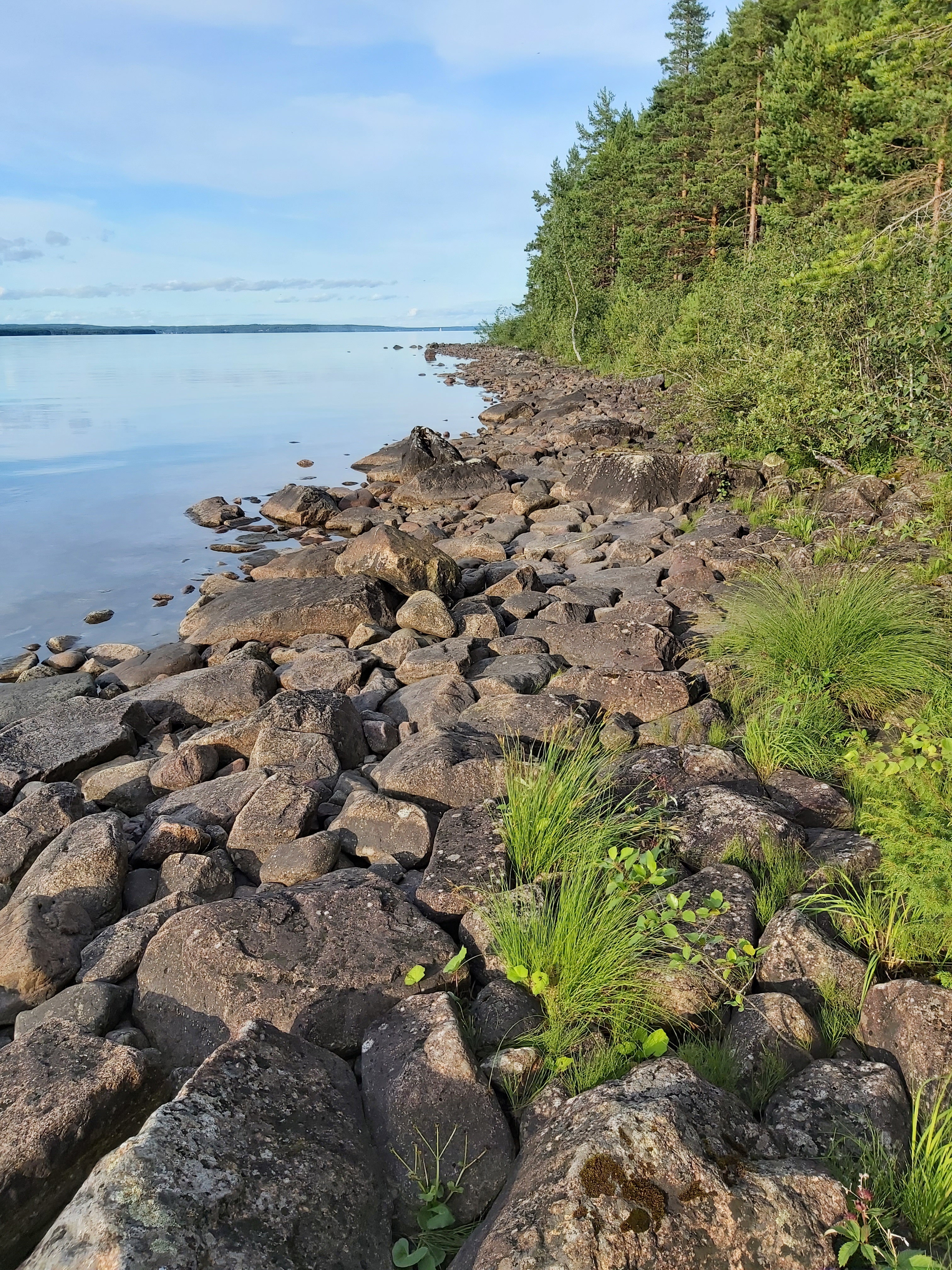
Vaveröns norra sida.
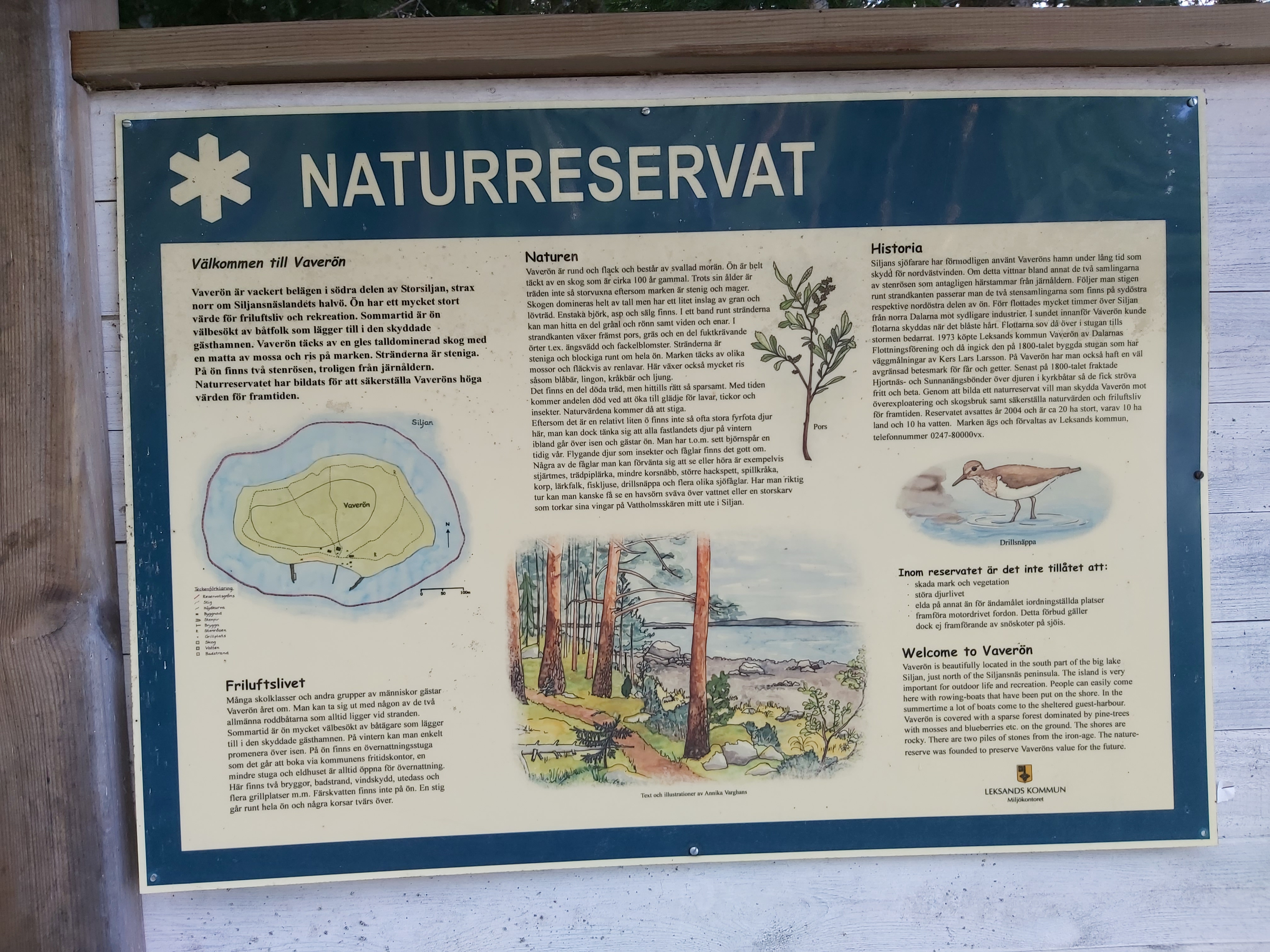
Anslagstavla.
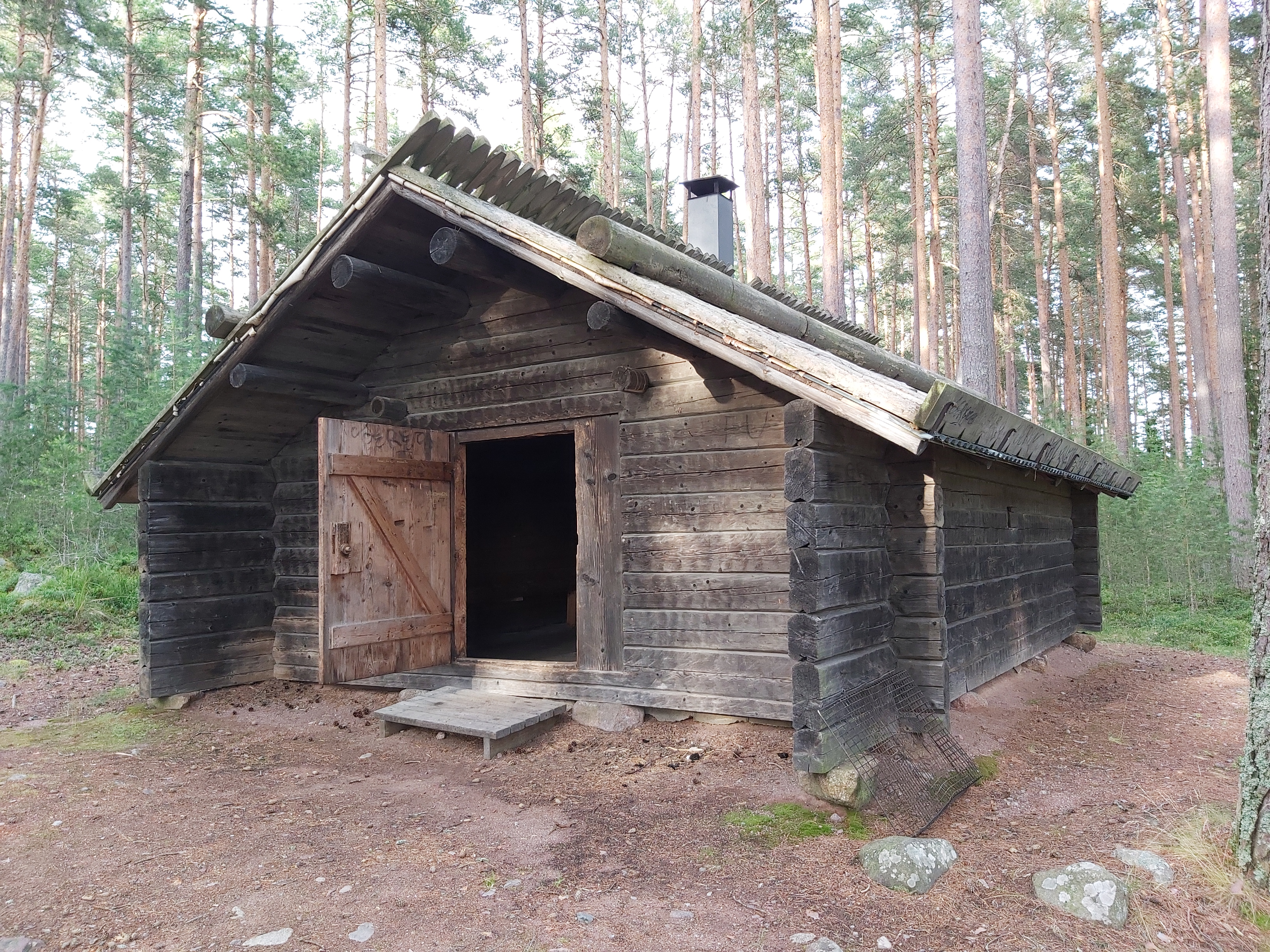
Eldhuset på Vaverön.
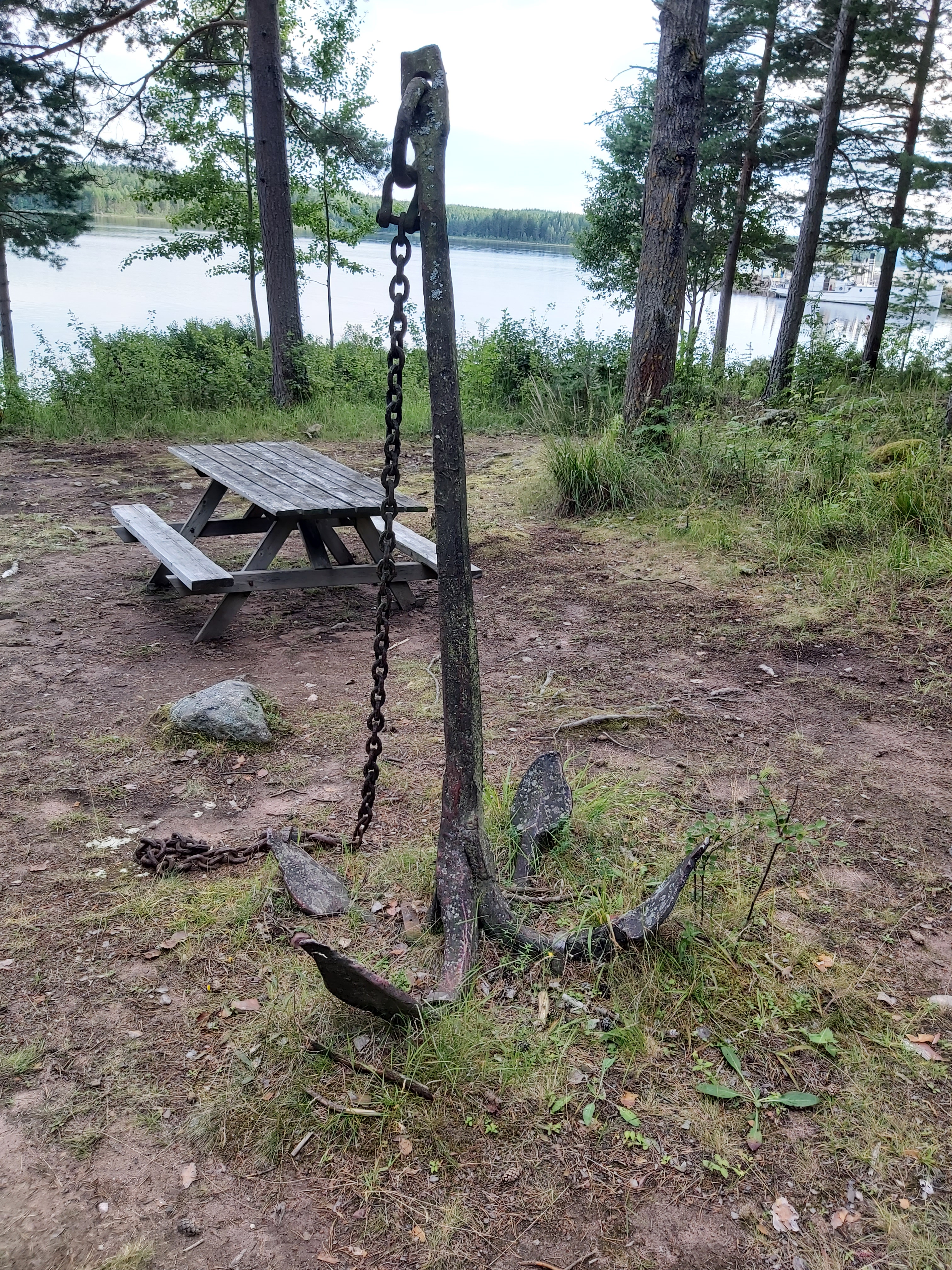
Ankare.
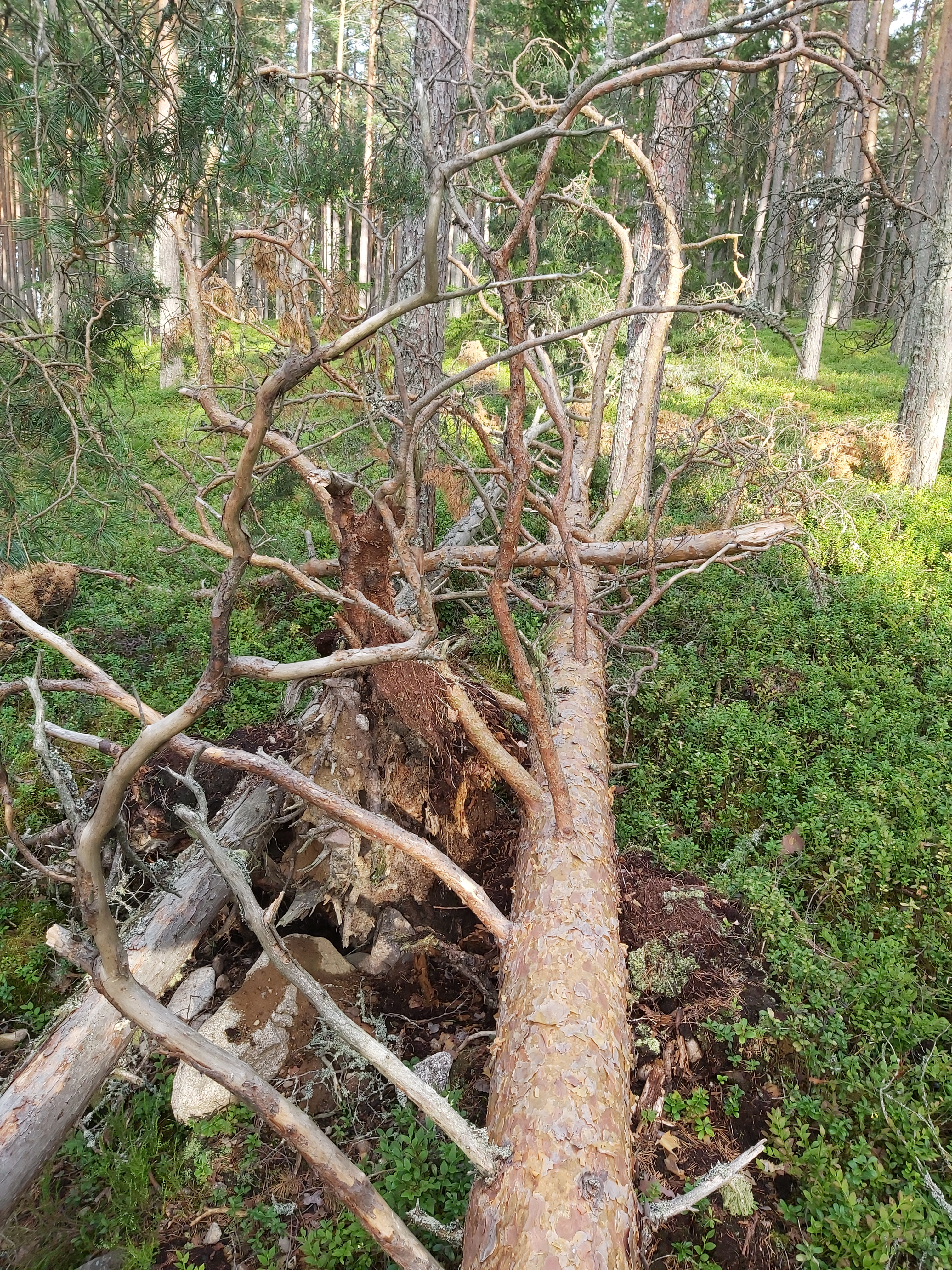
Fallna träd.
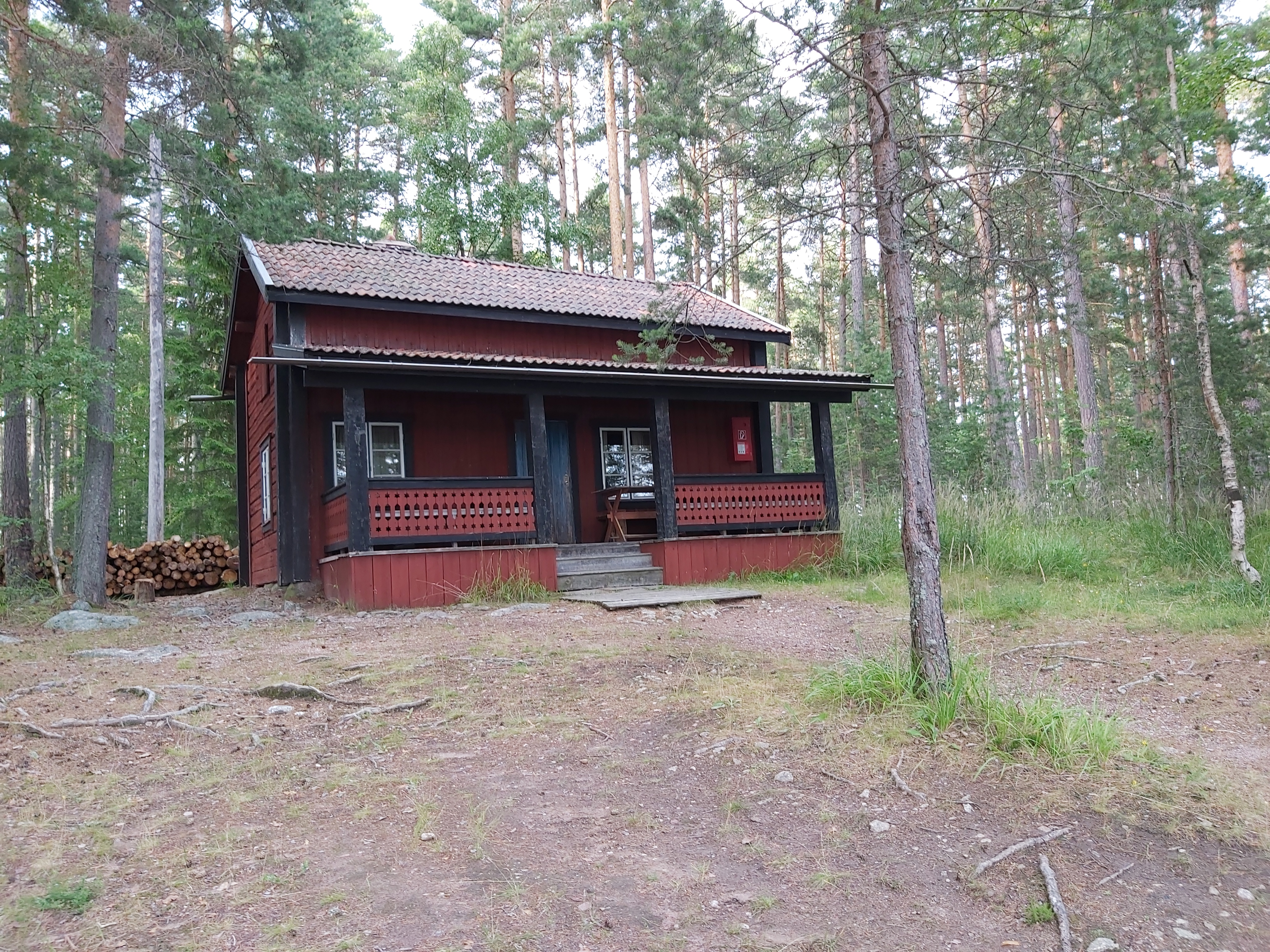
Stora stugan.
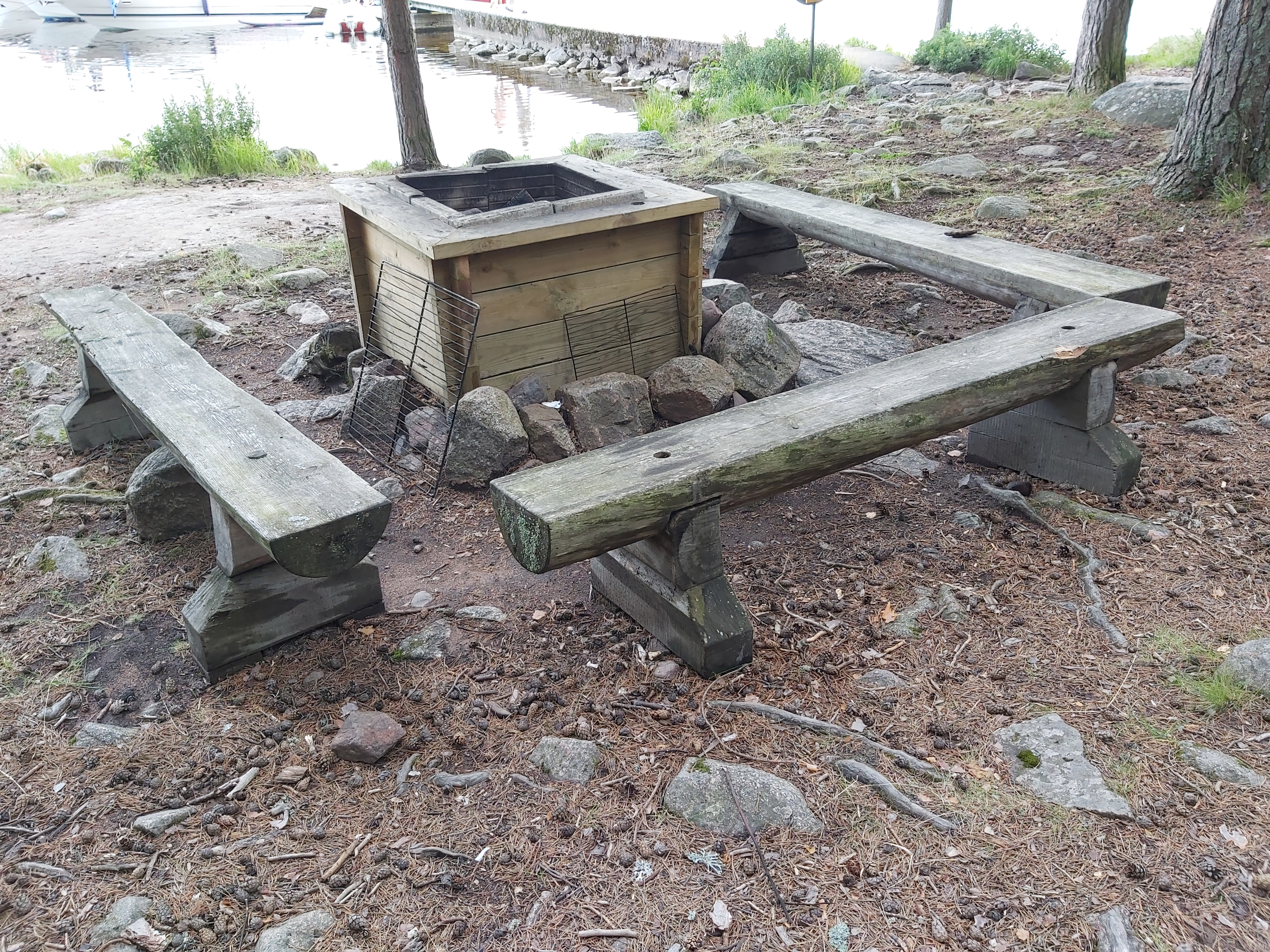
Grillplats.
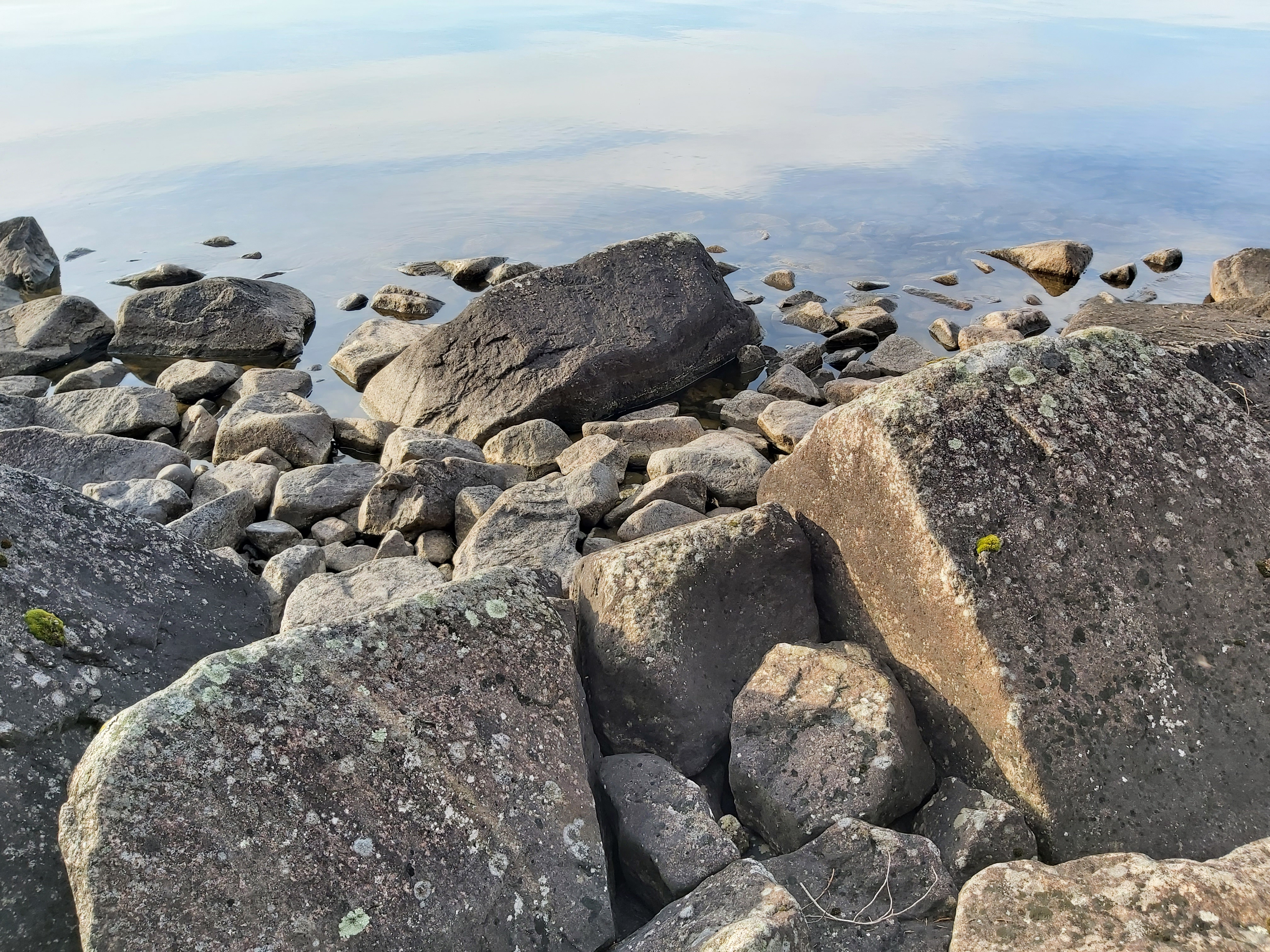
Vaveröns norra sida.
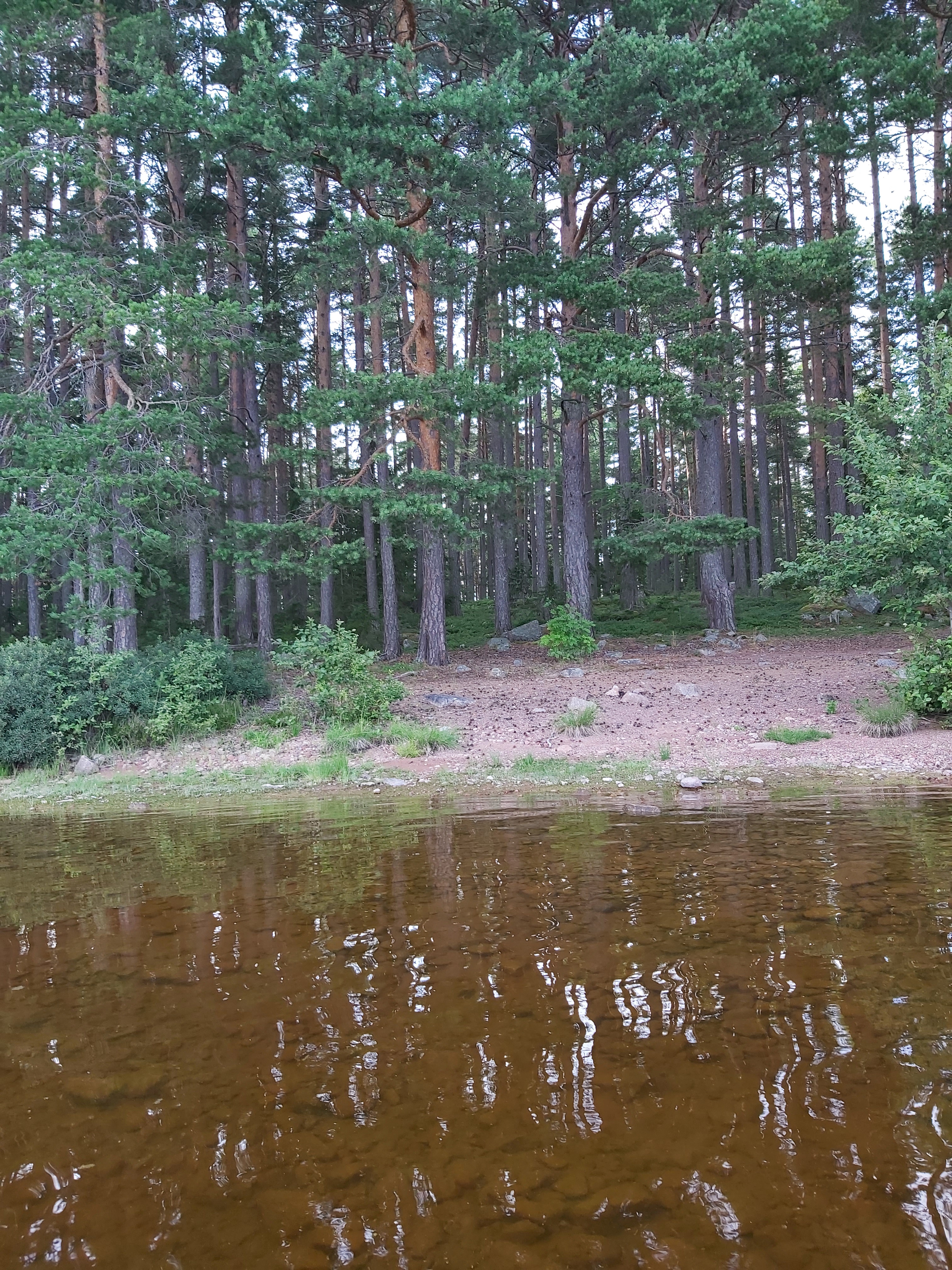
Stranden på Vaverön.